# Nunapitchuk
Nunapitchuk è una città degli Stati Uniti d'America, situata nel Census Area di Bethel, nello Stato dell'Alaska.